# Andrew Sherratt

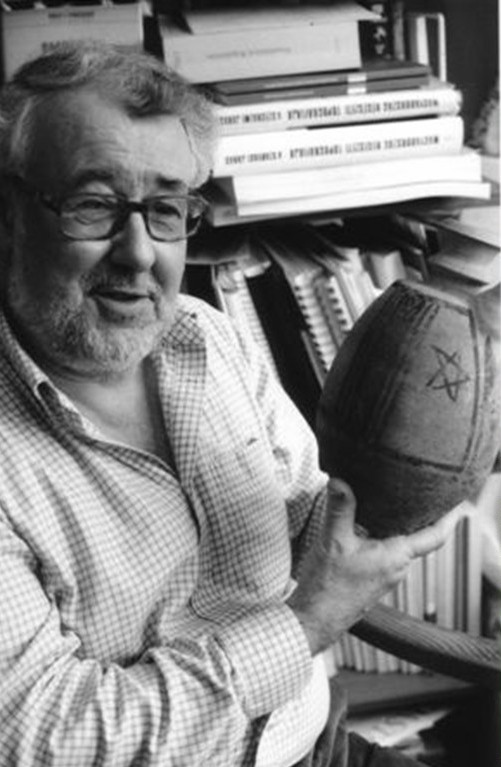
Andrew Sherratt

Andrew Sherratt (Oldham, 8 mei 1946 – Witney, 24 februari 2006) was een Engels archeoloog, bekend voor zijn theorie van de secundaire productenrevolutie (Secondary Products Revolution). Deze houdt in dat de mens na de domesticatie van dieren voor het vlees, ook wol en melk begon te gebruiken, alsook de arbeid die de dieren konden verrichten. Hij was getrouwd met de archeoloog Susan Sherratt.

## Biografie
Geboren in Oldham, Lancashire in 1946 studeerde Sheratt vanaf 1965 tot 1968 antropologie op het Peterhouse-college van de Universiteit van Cambridge. In 1976 ontving hij zijn Doctor of Philosophy-graad aan de Universiteit van Cambridge, met een proefschrift over het begin van de Bronstijd in Zuidoost-Europa (The Beginning of the Bronze Age in south-east Europe). Hij was toen al verhuisd naar Oxford, waar Sheratt in 1973 benoemd was als Assistant Keeper of Antiquities van het Ashmolean Museum.
Aan de Universiteit van Oxford werd hij in 1997 aangesteld als lector en in 2002 als hoogleraar. Sheratt bleef werkzaam in Oxford tot 2005, waarna hij hoogleraar werd op de Universiteit van Sheffield.
Ook buiten het Verenigd Koninkrijk ontving Sherratt erkenning voor zijn werk. In 1998 sprak hij bij de 
Human Context and Society-lezingen aan de Universiteit van Boston, Verenigde Staten over het onderwerp "Tussen evolutie en geschiedenis: lange-termijnveranderingen in menselijke samenlevingen" (Between Evolution and History: long-term change in human societies).
Een van Sheratt's meest geciteerde publicaties was "Ploeg en pastoralisme: aspecten van de secundaire productenrevolutie" (Plough and pastoralism: aspects of the secondary products revolution, in Pattern of the Past: Studies in Honour of David Clarke, 1981) waarin hij zijn theorie over de secundaire productenrevolutie voor het eerst beschreef.
Analyses op continentaal niveau leidde hem tot het gebruik van een theorie van wereldsystemen bij vragen van grootschalige veranderingen in de archeologie. In het eerste deel van het Journal of European Archaeology besprak hij zo de relaties van de gematigde gebieden van Europa met het Middellandse Zeegebied tijdens de latere prehistorie (What would a Bronze Age world system look like? Relations between temperate Europe and the Mediterranean in later prehistory) Zijn eveneens in het JEA gepubliceerde David Clarke Memorial Lecture van 1995 ging over "De terugkeer van het grote verhaal: archeologie en lange termijnverandering" (Reviving the grand narrative: Archaeology and long-term change)
Sherratt interesseerde zich voor alle grote veranderingen in de mensheid vanaf haar vroegste kolonisatie van de wereld, van de verspreiding van de landbouw tot het ontwikkelen van metallurgie en verstedelijking, zoals ook de vraag van de verspreiding van de Indo-Europese talen en de ontwikkeling van nieuwe vormen van consumptie in de Europese Bronstijd. Enige van zijn belangrijkste publicaties op deze gebieden werden in 1997 uitgebracht als Society in Prehistoric Europe: changing perspectives ("De samenleving in prehistorisch Europa: veranderende gezichtspunten")
Toen de geschiedkundige William Hardy McNeill in 1996 de Erasmusprijs ontving nomineerde hij Sheratt als ontvanger, volgens het reglement, van een deel van de prijs.
Sherratt erkende de invloed van psychoactieve middelen op vroege culturen, en was mede-redacteur van het boek Consuming Habits, Drugs in History and Anthropology (1995). Daarnaast was hij presentator van de vierdelige televisieserie Sacred Weeds (1998).
Sheratt speelde een belangrijke rol bij het ontstaan van een nieuwe generatie archeologen die zich naast de archeologie ook door de culturele antropologie lieten inspireren. Een groter publiek bereikte hij als redacteur van de Cambridge Encyclopedia of Archaeology (1980), in het Nederlands uitgegeven als Cambridge encyclopedie van de archeologie.
Kort voor zijn dood als gevolg van een hartinfarct in 2006 was Sheratt begonnen aan een project genaamd ArchAtlas, welke Geografisch informatiesysteem-technieken gebruikt om gegevens over archeologische vindplaatsen, culturen en contactroutes te integreren met milieugegevens en satellietbeelden.
- Bibliothèque nationale de France: cb11924648w (data)
- Gemeinsame Normdatei: 1018852204
- International Standard Name Identifier: 0000 0001 1815 6474
- Library of Congress Control Number: n79035577
- Nationale Bibliotheek van Tsjechië: osd2013774128
- Nationale Bibliotheek van Israël: 987007447301105171
- Nederlandse Thesaurus van Auteursnamen: 068217692
- Système universitaire de documentation: 027136728
- Virtual International Authority File: 1284540
- WorldCat: E39PBJcRdkKpcWWWFqKhVVbDbd